# Jonsered – från vaggan till graven
Jonsered – från vaggan till graven är en svensk dokumentärfilm från 2009 i regi av Bo Harringer som även skrev manus och fotade. Filmen skildrar företaget Jonsereds Fabrikers AB:s historia och premiärvisades den 8 december 2009 på biografen Göta Bio i Jonsered.